# ان‌جی‌سی ۴۶۵۴
ان‌جی‌سی ۴۶۵۴ (انگلیسی: NGC 4654) نام یک کهکشان در صورت فلکی دوشیزه است.